# Somme-Vesle
Somme-Vesle| é uma comuna francesa na região administrativa de Grande Leste, no departamento de Marne. Estende-se por uma área de 35,31 km². Em 2010 a comuna tinha 651 habitantes (densidade: 18,4 hab./km²).